# Gare de Luoyang Longmen
La gare de Luoyang Longmen ou gare de Luoyang-Sud est une gare ferroviaire chinoise situé à Luoyang. Elle a ouvert en 2010.